# NGC 5317
NGC 5317 este o galaxie spirală de mare stil situată în constelația Fecioara. A fost descoperită în 2 februarie 1786 de către William Herschel. Se află la o distanță de 13,61 megaparseci de Pământ.